# Mickey's Orphans
Mickey's Orphans é um curta-metragem de animação produzido nos Estados Unidos, dirigido por Burt Gillett e lançado em 1931.